# Альона Савченко
Альона Валенти́новна Са́вченко (на немски: Aljona Savchenko; на украински: Олена Валентинівна Савченко; род. 19 януари 1984, Обухов, Киевска област, Украинска ССР, СССР) е украинска и немска фигуристка, състезаваща се в спортните двойки на фигурното пързаляне. От 2004 година се пързаля за Германия. Олимпийска шампионка от 2018 година и Световна шампионка от 2018 година в двойка с Брюно Масо. От 2004 до 2014 г. се пързаля в двойка с Робином Шолкови. Те стават двукратни бронзови медалисти от Олимпиадата през 2010 и Олимпиадата през 2014, петкратни Световни шампиони (2008 – 2009, 2011 – 2012, 2014 года) и четирикратни Европейски шампиони (2007 – 2009, 2011 г.). Така същ с различни партньори е многократна шампионка на Германия а също така и медалистка от световни и европейски първенства.
По-рано, състезаваща се за Украйна със Станислав Морозов, Савченко става Световна шампионка при девойките през 2000 година.
От 2015 година се състезава на двойки с бившия фрески фигурист Брюно Масо.

## Биография

### Детски години
Родена в многодетно семейство учители в град Обухов на 45 км от Киев. Альона има трима братя. Когато е едва тригодишна, тя си пожелава като подарък за рождения си ден кънки за фигурно пързаляне. Баща и Валентин Савченко, майстор на спорта по вдигане на тежести, често я води да се пързаля на езерото. На 5 годинки Альона е приета в спортната секция, на киевската пързалка „Льдинка“, където след няколко годинки разкрива своя талант. Нямаща възможност да наеме квартира в столицата, всеки ден ходи на тренировки в Киев с автобуса от Обухов почти 9 години. Спортните чиновници въобще не са проявявали грижи за Альона: за всичкото време в което тя участва за Украйна фигуристката получава една рокля и чифт кънки от спортния комитет, всички останали костюми са шити със средства от нейните родители.

## Личен живот
През лятото на 2016 година Альона се омъжва за 24-годишния британски художник Лиъм Крос. До съставянето на състезателната двойка с Масо живее в Кемниц, в настоящия момент живее и тренира в Оберсдорф.

## Успехи
Олимпийски игри:
- Шампион (1): 2018
  -  Бронзов медал (2): 2010, 2014

Световно първенство:
- Шампион (8): 2008, 2009, 2011, 2012, 2014, 2018
  -  Сребърен медал (3): 2010, 2013, 2017
    -  Бронзов медал (2): 2007, 2016

Европейско първенство:
- Шампион (4): 2007, 2008, 2010, 2011
  -  Сребърен медал (5): 2006, 2010, 2013, 2016, 2017

Финал серии Гран при:
- Шампион (5): 2007, 2010, 2011, 2013, 2017
  -  Сребърен медал (1): 2006
    -  Бронзов медал (3): 2005, 2008, 2009

### Олимпийски игри
| Олимпиада      | Индивидуално | Спортни двойки |
| -------------- | ------------ | -------------- |
| 2010 Ванкувър  | -            | Бронз          |
| 2014 Сочи      | -            | Бронз          |
| 2018 Пьонгчанг | -            | Злато          |